# 高村镇 (云浮市)
高村镇，是中华人民共和国广东省云浮市云安区下辖的一个乡镇级行政单位。

## 行政区划
高村镇下辖以下地区：
高村社区、高村、大田村、谭翁村、水美村、佛洞村、黄沙村、葵洞村、清水村、中围村、石牛村、金山村、白梅村、司马村和六马村。